# Valdir Benedito
Valdir Benedito, brazilski nogometaš, * 25. oktober 1965, Araraquara, Brazilija.
Za brazilsko reprezentanco je odigral tri uradne tekme.